# Unbroken (album)
Unbroken är den amerikanska skådespelaren, sångaren och låtskrivaren Demi Lovatos tredje studioalbum. Albumet släpptes i USA den 20 september 2011 av Hollywood Records. Den ledande singeln "Skyscraper" släpptes den 12 juli 2011. Albumet såldes i över 96 000 exemplar under första försäljningsveckan.

## Bakgrund
Efter releasen av sitt andra album, Here We Go Again under 2009 var Lovato mer engagerad i sin skådespelarkarriär, med inspelningar av både serien Sonnys chans och filmen Camp Rock 2: The Final Jam, inkluderade deras soundtracks. Därför spelades inte den första låten in för det här albumet förrän i juli 2010 med producenten Dapo Torimiro.
Samma månad gav sångerskan en intervju till MTV, där hen berättade att hen "skapade ett nytt sound," att det skulle vara mer "roligt. Lite mer R&B/pop." Lovato angav senare i en konversation med AHN att Rihanna och Keri Hilson var henoms influenser. Då avslöjade hen även att inför det här albumet skulle hen inte ha för bråttom att arbeta med det, och sa "Med de andra albumen så hade jag aldrig tid att verkligen ge min tid och kraft för det som jag egentligen ville göra eftersom jag var tvungen att hitta ledig tid mellan tv-serien, filmen, och turnéerna, och sedan om igen. Jag har jobbat på det här albumet det senaste året och har verkligen satsat hårt de senaste månaderna. Du kan definitivt se att jag verkligen lagt ned mycket tid på det här albumet."
I augusti 2010 medverkade Demi i turnén Camp Rock World Tour 2010 i samband med releasen av filmen Camp Rock 2: The Final Jam. I november lämnade dock Lovato turnén på grund av personliga problem och la in sig på en klinik i tre månader. Under den tiden avbröts inspelningarna av albumet. Efter att ha lämnat kliniken återvände sångerskan till studion för att arbeta på albumet. I april 2011 rapporterades det att hen även jobbade med producenterna/låtskrivarna Sandy Vee och August Rigo. Senare den månaden tillkännagavs det att Lovato skulle lämna Sonnys chans, där hen porträtterade huvudkaraktären Sonny Munroe. hen lämnade serien eftersom hen ville fokusera mer på sin musik istället för skådespeleriet.
I juli 2011 beskrev Demi albumet som "mer moget" än sitt tidigare sound, och mer roligt och ljust än sin första singel "Skyscraper". Den 11 augusti 2011 använde Demi sitt Twitter-konto för att tillkännage titeln på sitt album (Unbroken).

## Produktion
Lovato sa följande i sin Seventeen Magazine kolumn tidigt i juni 2011:
| ” | Jag älskar att vara tillbaka i studion! Det har varit väldigt terapeutiskt att kunna uttrycka mina känslor och berätta om vem jag verkligen är genom min musik. Det har även hjälpt att jag har haft lyckan att få jobba med talangfulla människor på albumet än så länge! Med mitt nya album så hoppas jag kunna ge inspiration till tjejer överallt som går genom samma problem som jag tidigare mött. Min första singel är verkligen speciell för mig - för mig så symboliserar den min resa från personen jag var till den lyckliga och hälsosamma människan jag är idag. Den här upplevelsen har varit fantastisk än så länge och jag njuter av hela processen. Jag känner mig lycklig, inspirerad och nervös med en massa förväntan. Men mest av allt så känner jag mig exalterad inför framtiden, att få dela med mig av albumet med mina fans! | „ |

Kring 20 låtar spelades in för albumet, och vissa av dem gästas av andra artister. Lovato avslöjade exklusivt för Ryan Seacrest att DEV medverkar på "Who's That Boy", som producerades av Ryan Tedder. Tedder sa följande om samarbetet med Lovato, "Demi imponerade mig röstmässigt! Jag hade ingen aning om hur bra henoms röst var. hen är en av de bästa sångerskorna jag någonsin jobbat med. Jag menar, hen är på samma nivå som Kelly Clarkson röstmässigt. Och Kelly har en rejäl pipa". Han förklarade även att sången som de skrev tillsammans är mer upptempo än Skyscraper. "Den innehåller till och med lite rap." Demi rappar dock inte, men några av henoms samarbeten innehåller det på albumet.
I samma intervju med Seacrest avslöjade Lovato att Missy Elliot gästar sången "All Night Long", och Iyaz medverkar i sången "You’re My Only Shorty". Lovato har även jobbat med Rock Mafia och Kara DioGuardi.

## Kritiskt mottagande
Den första singeln "Skyscraper" släpptes den 12 juli 2011 och mottog positiv kritik världen över. Singeln förtjänade sig en topplacering på iTunes inom ett fåtal timmar efter releasen, vilket resulterade i en stark debut och topplacering som #10 på Billboard Hot 100. Sången fick dessutom mycket beröm på mikrobloggen Twitter av ett flertal artister, däribland henoms förebild Kelly Clarkson, nära vän Selena Gomez, samt Katy Perry.

## Singlar
- "Skyscraper" är den första singeln från albumet. Den släpptes den 12 juli 2011 och nådde #10 på Billboard Hot 100.

- "Give Your Heart a Break" tillkännagavs som den andra singeln från albumet av Lovato via Twitter.

### Andra listplacerade låtar
Flera sånger från albumet placerades på iTunes Topp 100 singellista i och med albumsläppet. Det resulterade med att sångerna "Fix a Heart" och "Unbroken" debuterade som #68 och respektive #98 på Billboard Hot 100.

## Låtlista
Den officiella låtlistan för Unbroken avslöjades på Lovato's hemsida den 23 augusti 2011.
| Nr           | Titel                                                | Kompositör                                                                                        | Producent(er)                                        | Längd |
| ------------ | ---------------------------------------------------- | ------------------------------------------------------------------------------------------------- | ---------------------------------------------------- | ----- |
| 1.           | All Night Long (featuring Missy Elliott & Timbaland) | Demi Lovato, Melissa Elliott, Timothy Mosley, Jim Beanz, Lyrica Anderson, Erin Reed, Joseph Angel | Timbaland, JRoc*                                     | 3:14  |
| 2.           | Who's That Boy (featuring Dev)                       | Devin Tailes, Ryan Tedder, Noel Zancanella                                                        | Tedder                                               | 3:12  |
| 3.           | You're My Only Shorty (featuring Iyaz)               | Antonina Armato, Tim James                                                                        | Rock Mafia, Devrim Karaoglu^, Thomas Armato Sturges^ | 3:06  |
| 4.           | Together (featuring Jason Derülo)                    | Lovato, Mosley, Beanz, Anderson, "TC"                                                             | Beanz, Timbaland                                     | 4:33  |
| 5.           | Lightweight                                          | Shanna Crooks, Beanz, Frankie Storm                                                               | Beanz, Timbaland                                     | 4:01  |
| 6.           | Unbroken                                             | Lovato, Leah Haywood, Daniel James                                                                | Dreamlab                                             | 3:18  |
| 7.           | Fix a Heart                                          | Emanuel Kiriakou, Priscilla Renea                                                                 | Kiriakou                                             | 3:13  |
| 8.           | Hold Up                                              | Lovato, Haywood, James, Ross Golan, Aston Merrygold                                               | Dreamlab                                             | 2:51  |
| 9.           | Mistake                                              | Haywood, James, Shelly Peiken                                                                     | Dreamlab                                             | 3:33  |
| 10.          | Give Your Heart a Break                              | Billy Steinberg, Josh Alexander                                                                   | Alexander, Steinberg                                 | 3:25  |
| 11.          | Skyscraper                                           | Kerli Kõiv, Lindy Robbins, Toby Gad                                                               | Gad                                                  | 3:42  |
| 12.          | In Real Life                                         | Bleu, Lindsey Ray                                                                                 | Bleu                                                 | 2:57  |
| 13.          | My Love is Like a Star                               | Gad, James Morrison                                                                               | Gad                                                  | 3:50  |
| 14.          | For The Love of a Daughter                           | Lovato, William Beckett                                                                           | Gad                                                  | 4:00  |
| 15.          | Skyscraper (Wizz Dumb Remix)                         | Kõiv, Robbins, Gad                                                                                | Gad, Wizz Dumb                                       | 3:42  |
| Total längd: | Total längd:                                         | Total längd:                                                                                      | Total längd:                                         | 52:36 |

| 16.          | Rascacielo (Skyscraper - Spanish Version) | Gad, Robbins, Kõiv | Edgar Cortázar | 3:43  |
| Total längd: | Total längd:                              | Total längd:       | Total längd:   | 56:18 |

(*) Anger samarbetande producent

(^) Anger ytterligare en producent

## Medverkande
- Taget från allmusic.com.[25]

Kreativitet och ledning
| - Hilary Walsh – Fotograf - David Snow – Kreativt ansvarig - Cindy Warden – A&R - Enny Joo – Grafisk formgivare | - Mike Daddy Evans – Exekutiv producent - Brian Byrd – Produktion koordinator - Jon Lind – A&R - Joyce Bonelli – Smink |

Framträdanden
| - Demi Lovato – Sång, bakgrundssång - Jordin Sparks – Bakgrundssång - Dev – Gästsång (Spår 2 "Who's That Boy") - Timbaland – Gästsång (Spår 1 "All Night Long") - Missy Elliott – Gästsång (Spår 1 "All Night Long") | - Lindsey Ray – Bakgrundssång - Iyaz – Gästsång (Spår 3 "You're My Only Shorty") - Jaden Michaels – Bakgrundssång - Jason Derülo – Gästsång (Spår 4 "Together") - Ariana Grande – Bakgrundssång (Spår 3 "You're My Only Shorty") |

Tekniskt
| - Devrim "DK" Karaoglu – Ytterligare produktion - Thomas Armato Sturges – Ytterligare produktion - Jeremiah Olvera – Assistent - Tucker Robinson – Assistent - Alex Dilliplane – Assisterande tekniker - Elizabeth Gallardo – Assisterande tekniker - Emanuel Kiriakou – Bas, kompositör, keyboard, piano, producent, programmering - Wizz Dumb – Kompositör - Antonina Armato – Kompositör - William Beckett – Kompositör - Ross Golan – Kompositör - Leah Haywood – Kompositör - Daniel James – Kompositör - Kerli Kõiv – Kompositör - James Morrison – Kompositör - Shelly Peiken – Kompositör - Missy Elliott – Kompositör - Lyrica Anderson – Kompositör - Priscilla Renea – Kompositör - Lindy Robbins – Kompositör - Frankie Storm – Kompositör - Shanna Crooks – Kompositör - Devin Tailes – Kompositör - Tim James – Kompositör, digital redigering, mixning - Bleu – Kompositör, tekniker, gitarr, keyboard, mixning, producent, programmering - Josh Alexander – Kompositör, tekniker, instrumentation, mixning, producent, programmering - Ryan Tedder – Kompositör, tekniker, instrumentation, producent - Garland Mosley – Kompositör, exekutiv produktion koordinator - Toby Gad – Kompositör, instrumentation, mixning, producent, programmering - Noel Zancanella – Kompositör, instrumentation, producent | - Billy Steinberg – Kompositör, producent - Jim Beanz – Kompositör, producent, röstproducent, sång - Lindsey Ray – Kompositör - Demi Lovato – Kompositör - Nigel Lundemo – Digital redigering - Jens Koerkemeier – Redigering, tekniker - Bobby Campbell – Tekniker - Smith Carlson – Tekniker - Chris Garcia – Tekniker - Koil – Tekniker - Julian Vasquez – Tekniker - Steve Hammons – Tekniker, mixning - John Hanes – Tekniker, mixning - Eren Cannata – Gitarr - CM Spida Guitars - Robert Vosgien – Mastering - Ducky Carlisle – Mixning - Serban Ghenea – Mixning - Chris Godbey – Mixning - Paul Palmer – Mixning - Neil Pogue – Mixning - Phil Seaford – Mixnings assistent - Scott Roewe – Digital ljudredigering, tekniker - Dreamlab – Producent - Jerome "Jroc" Harmon – Producent - Rock Mafia – Producent - Timbaland – Producent - Adam Comstock – Tekniker - Steve Lu – Stråkarrangemang |

## Albumlistor
| Lista (2011)                   | Topplacering |
| ------------------------------ | ------------ |
| Australien (ARIA Charts)       | 20           |
| Kanada (Canadian Albums Chart) | 4            |
| Nederländerna (MegaCharts)     | 63           |
| Nya Zeeland (RIANZ)            | 3            |
| USA (Billboard 200)            | 4            |